# Parte (derecho)

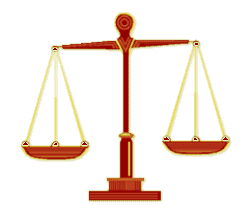
La balanza representa a dos fuerzas opuestas. En Derecho y en la Justicia, se utiliza para representar a dos partes reclamando hechos opuestos.

En derecho, una parte es cada una de las posiciones que puede haber enfrentadas en un litigio (juicio, arbitraje o conciliación) o que celebran un contrato o un tratado internacional.

## Derecho procesal
En derecho procesal, es la persona o conjunto de personas que actúa en el proceso judicial defendiendo su derecho o interés frente a un conflicto actual sometido a la decisión de un tribunal de justicia.
Las partes directas son el demandante y el demandado, aunque en algunos procedimientos judiciales pueden recibir un nombre diverso.
Las partes indirectas son los terceros, que intervienen defendiendo intereses armónicos, disimiles o independientes de las partes principales (como los amicus curiae). En Derecho penal, por ejemplo, existe la acusación particular o la acusación popular que pueden actuar independientemente del ministerio público).
En los actos judiciales no contenciosos, llamados impropiamente también actos de jurisdicción no contenciosa o voluntaria, la parte recibe el nombre de interesado o solicitante, porque no hay una contra parte contra la cual entablar conflicto, sino que el procedimiento comienza con una solicitud ante el tribunal respectivo.

## Derecho civil
En el derecho de los contratos las partes son las personas físicas o jurídicas que dan su consentimiento y celebran el contrato.
Son una parte esencial del contrato, hasta el punto de que en el caso de cambiar alguna de las partes se produce la extinción del contrato, y la novación del mismo, por medio de la subrogación de una persona nueva en el lugar en el que se encontraba alguna de las anteriores.
Por otro lado, una de las partes puede estar formada por una o más personas, siempre y cuando estas actúen de forma conjunta, ya sea de forma mancomunada o solidaria.